# Майрхоф
Майрхоф (нем. Mayrhof) — коммуна (нем. Gemeinde) в Австрии, в федеральной земле Верхняя Австрия. 
Входит в состав округа Шердинг.  Население составляет 263 человека (на 31 декабря 2005 года). Занимает площадь 5 км². Официальный код  —  41412.

## Политическая ситуация
Бургомистр коммуны — Йохан Блюмлингер (АНП) по результатам выборов 2003 года.
Совет представителей коммуны (нем. Gemeinderat) состоит из 9 мест.
- АНП занимает 8 мест.
- АПС занимает 1 место.